# アラキドン酸-15-リポキシゲナーゼ
アラキドン酸-15-リポキシゲナーゼ（arachidonate 15-lipoxygenase）は、アラキドン酸、リノール酸代謝酵素の一つで、次の化学反応を触媒する酸化還元酵素である。
アラキドン酸 + O2 {\displaystyle \rightleftharpoons } (5Z,8Z,11Z,13E)-(15S)-15-ヒドロペルオキシイコサ-5,8,11,13-テトラエン酸
反応式の通り、この酵素の基質はアラキドン酸とO2、生成物は(5Z,8Z,10E,14Z)-(12S)-15-ヒドロペルオキシイコサ-5,8,10,14-テトラエン酸である。
組織名はarachidonate:oxygen 15-oxidoreductaseで、別名に15-lipoxygenase、linoleic acid ω6-lipoxygenase、ω6 lipoxygenaseがある。